# Nortjärnarna (Älvdalens socken, Dalarna, 678057-139760)
Nortjärnarna är en sjö i Älvdalens kommun i Dalarna och ingår i Dalälvens huvudavrinningsområde.